# بيتر فرنسيس
بيتر فرنسيس (بالإنجليزية: Peter Francis) هو عداء المسافات المتوسطة كيني، ولد في 22 ديسمبر 1936.

## وصلات خارجية
- بيتر فرنسيس على موقع أوليمبيديا (الإنجليزية)